# 子安和弘
子安 和弘（こやす かずひろ、1955年 - ）は、日本の動物学者。
千葉県生まれ。1980年信州大学理学部卒業、1981年愛知学院大学歯学部助手、1983年 - 1984年アジスアベバ大学客員研究員、歯学博士。

## 著書
- 子安和弘 (1998), “日本産トガリネズミ亜科の自然史”, in 阿部永; 横畑泰志, 食虫類の自然史, 庄原市: 比婆科学教育振興会, pp. 201-267, ISBN 4916116054

- 子安和弘; 生川典子 (1993), 足跡図鑑 : フィールドガイド, 日経サイエンス, ISBN 453252024X

- 子安和弘; 金森正臣; 織田銑一, eds. (1997), Special publication of Nagoya Society of Mammalogists, 名古屋哺乳類研究会

- 子安和弘 (1985), 織田銑一[ほか]編, ed., スンクス : 実験動物としての食虫目トガリネズミ科動物の生物学, 学会出版センター, ISBN 4762284289

- Zholnerovskaya, Elena I.; 子安和弘; 織田銑一 (1997), “Catalogue of the collection of mammals in the Siberian Zoological Museum (Novosibirsk, Russia)”, in 子安和弘; 金森正臣; 織田銑一, Special publication of Nagoya Society of Mammalogists, Nagoya Society of Mammalogists

- 子安和弘 (2000), 日本産小哺乳類の起源に関する研究 : 特にヒマラヤ回廊に由来する動物の進化について, 子安和弘

- 子安和弘 (2000), 森の動物出会いガイド, 自然出会い・図鑑1, ネイチャーネットワーク, ISBN 4931530044